# Andreas Külzer (Historiker)
Andreas Külzer (* 29. Dezember 1962 in Leverkusen) ist ein deutscher Byzantinist und Historischer Geograph.

## Leben
Külzer studierte an der Universität zu Köln zunächst Rechtsgeschichte, dann Byzantinistik, Alte, Mittelalterliche und Neuere Geschichte, begleitend dazu Klassische Archäologie und Kunstgeschichte. Er schloss 1990 mit dem Magister artium ab und wurde 1993 promoviert. Von 1994 bis 1997 war er Forschungsstipendiat der Alexander-von-Humboldt-Stiftung und der Deutschen Forschungsgemeinschaft. Im Februar 1999 erfolgte an der Universität zu Köln die Habilitation. Seit 1997 ist Külzer wissenschaftlicher Mitarbeiter an der Österreichischen Akademie der Wissenschaften in Wien. Zwischen 1997 und 2005 war er dort in der Kommission für die Tabula Imperii Byzantini tätig, seit 2006 arbeitete er am neu begründeten Institut für Byzanzforschung, welches 2012 in das größere Institut für Mittelalterforschung eingegliedert wurde. Im März 2007 wurde er in Köln zum außerplanmäßigen Professor für Byzantinistik ernannt. 
Külzer ist Projektleiter Anatolia / Asia Minor des Langzeitprojektes Tabula Imperii Byzantini. Er gibt Lehrveranstaltungen an den Universitäten Köln und Wien; 2002 war er Visiting Professor an der Central European University in Budapest. Külzer ist Vorstandsmitglied der Österreichischen Byzantinischen Gesellschaft und Mitglied der Commission for the Historical Geography and Spatial Analysis of Byzantium der Association Internationale des Études Byzantines in Paris.
Seine Veröffentlichungen befassen sich vornehmlich mit Fragestellungen zur Historischen Geographie des byzantinischen Raumes sowie mit der byzantinischen Historiographie, Kultur- und Mentalitätsgeschichte.

## Schriften
- Peregrinatio graeca in Terram Sanctam. Studien zu Pilgerführern und Reisebeschreibungen über Syrien, Palästina und den Sinai aus byzantinischer und metabyzantinischer Zeit (= Studien und Texte zur Byzantinistik. Bd. 2). Peter Lang, Frankfurt am Main 1994, ISBN 3-631-46784-2 (= Dissertation, Universität Köln, 1993).
- Disputationes graecae contra Iudaeos. Untersuchungen zur byzantinischen antijüdischen Dialogliteratur und ihrem Judenbild (= Byzantinisches Archiv. Bd. 18). Teubner, Stuttgart/Leipzig 1999, ISBN 3-519-07741-8  (= Habilitationsschrift, Universität Köln, 1998/99).
- mit Klaus Belke, Ewald Kislinger, Maria A. Stassinopoulou (Hrsg.): Byzantina Mediterranea. Festschrift für Johannes Koder zum 65. Geburtstag. Böhlau, Wien/Köln/Weimar 2007, ISBN 978-3-205-77608-6.
- Ostthrakien (Eurōpē) (= Tabula Imperii Byzantini. Bd. 12; = Denkschriften. Österreichische Akademie der Wissenschaften. Philosophisch-historische Klasse. Bd. 369). Verlag der Österreichischen Akademie der Wissenschaften, Wien 2008, ISBN 978-3-7001-3945-4.
- mit Ewald Kislinger und Johannes Koder (Hrsg.): Handelsgüter und Verkehrswege. Aspekte der Warenversorgung im östlichen Mittelmeerraum, 4. bis 15. Jahrhundert (= Denkschriften. Österreichische Akademie der Wissenschaften. Philosophisch-historische Klasse. Bd. 388). Verlag der Österreichischen Akademie der Wissenschaften, Wien 2010, ISBN 978-3-7001-6680-1.
- Byzanz. Theiss, Stuttgart 2012, ISBN 978-3-8062-2417-7.
- mit Leena Mari Peltomaa und Pauline Allen (Hrsg.): Presbeia Theotokou: The Intercessory Role of Mary across Times and Places in Byzantium (4th - 9th Century) (= Denkschriften. Österreichische Akademie der Wissenschaften. Philosophisch-historische Klasse. Bd. 481). Verlag der Österreichischen Akademie der Wissenschaften, Wien 2015, ISBN 978-3-7001-7602-2.
- mit Alkiviadis Ginalis, Dominik Heher, Johannes Preiser-Kapeller und Grigori Simeonov: Harbours and Landing places on the Balkan coasts of the Byzantine Empire (4th to 12th centuries). European Harbour Data Repository 4. Jena 2019.
- (Hrsg.): Herbert Hunger und die Wiener Schule der Byzantinistik: Rückblick und Ausblick. (= Studies in Historical Geography and Cultural Heritage, 2). Wien – Novi Sad 2019, ISBN 978-86-6263-243-2.